# Pohanka tatarská

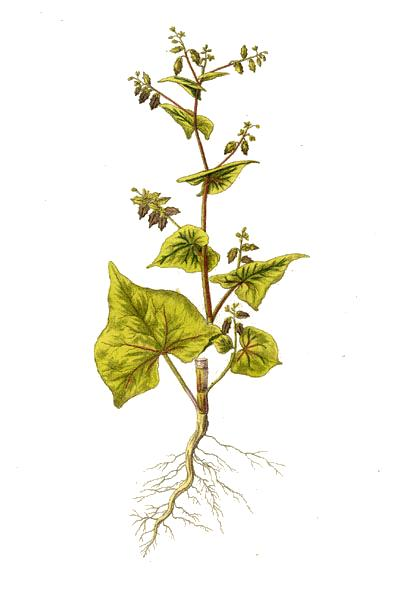
Zobrazení rostliny

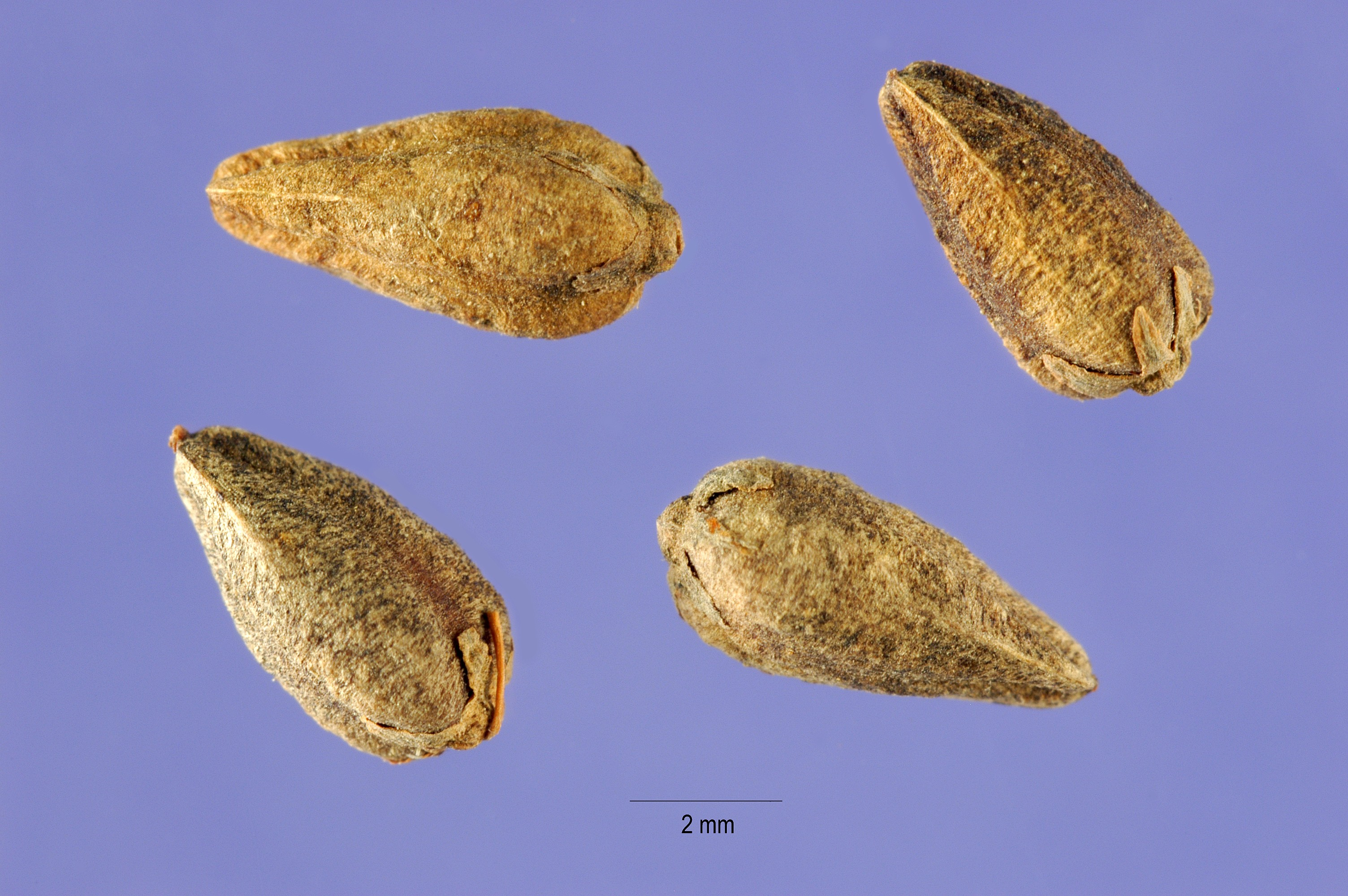
Semena, nažky

Pohanka tatarská (Fagopyrum tataricum) je jednoletá, necelý metr vysoká rostlina považovaná za zdravou pseudoobilovinu. Pěstuje se pro semena, která neobsahují lepek, ale hojně rutinu. V české přírodě není původní druh, je považována za přechodně se vyskytující, úmyslně zavlečený neofyt. Na území dnešní České republiky byla tato bylina dovezená a pěstovaná již v 19. století, zplaněná byla poprvé zjištěna v roce 1880.

## Rozšíření
Rostlina pochází z centrální až západní Číny a z Tibetu, kde je dlouhá historie její kultivace. Na největších plochách je pěstována v jihozápadních čínských provinciích Jün-nan, S’-čchuan, Kuej-čou a v oblastí Čchung-čching. Mimo Čínu se hojně pěstuje v mnoha přilehlých asijských zemích s výše položeným územím, jako jsou Nepál, Bhútán, Pákistán, Indie, Afghánistán, Myanmar, Mongolsko, Kazachstán, Kyrgyzstán, Tádžikistán i ruská Sibiř, v poslední době je šířena i v Japonsku a Jižní Koreji. Mimo Asii je pěstována i v některých zemích Evropy i v Kanadě a Spojených státech amerických v Severní Americe. V České republice se tento druh pohanky vysévá jen ojediněle.
V současnosti se nejvíce se pěstuje v Číně, kde roste na ploše 200 000 až 300 000 km² s výnosem 300 000 až 400 000 tun.

## Ekologie
Velmi snadno pěstovatelná, na klima i půdu nenáročná bylina. Upřednostňuje suché písčité půdy, roste ale ve většině půd, včetně chudých, těžkých nebo kyselých. Preferuje chladné a vlhké klima, uspěje však i v  suchých a teplých oblastech. Je odolnější proti chladu než v Evropě pěstovaná pohanka obecná (Fagopyrum esculentum).
Hlavní výhodou této rostliny je schopnost přizpůsobit se chladným horským oblastem s krátkým létem, roste i v nadmořské výšce 1500 až 3000 m n. m. Patří mezi krátkodenní rostliny, začíná kvést při zkracujícím se dni. Při pěstování v blízkosti rovníku, kde je téměř konstantní délka dne, málo kvete i plodí. Na pole se vysévá obvykle od poloviny jara do začátku léta, při dřívějším výsevu je rostlina pěstována na semeno nebo pro konzumaci listů, při pozdějším bude využitá pro sklizeň listů nebo na zelené hnojení. Ploidie druhu je 2n = 16.

## Popis
Jednoletá rostlina s jednoduchou nebo slabě větvenou lodyhou vysokou 30 až 80 cm, která je přímá či krátce vystoupavá, žlutozelená, někdy s červeným nádechem a vyrůstá s kůlovitého, málo větveného kořene. Je střídavě porostlá vespod řapíkatými a nahoře přisedlými, jednoduchými, v obryse trojúhelníkovitými či hrálovitými listy se šikmými, blanitými, nahnědlými botkami. Čepele listů jsou celistvé, bývají obvykle širší než delší, 3 až 10 cm velké, na bázi jsou srdčité až střelovité a na vrcholu špičaté, po obvodě a na spodní straně drobně chlupaté a na svrchní straně dlanitě žilkované se sedmi až devíti žilkami.
Drobné zelenobílé květy v malokvětých svazečcích vytvářejí řídká, přetrhovaná, stopkatá květenství podobná hroznům, o délce 2 až 10 cm. Oboupohlavné květy mají ve dvou kruzích pět vytrvalých, zelenavých, dlouze vejčitých okvětních lístků nestejně velkých (1,5 až 2 mm), vnější jsou menší než vnitřní a společně vytvářející nálevkovité okvětí. V květu je osm tyčinek s volnými nitkami nesoucí bílé či růžové prašníky nepřesahující délku okvětí, jeden pestík s tříhranným semeníkem a se třemi krátkými čnělkami s fialovými, kulovitými bliznami. U báze semeníku je žlutavý žláznatý terč s nektarem. Květy bývají opylovány hmyzem slétajícím se pro nektar, jindy větrem a někdy se opylí kleistogamicky bez otevření.
Plod je tupě tříhranná, šedavě hnědá nebo skvrnitá, matná, drsná nažka asi 6 mm dlouhá a 4 mm široká, která vyčnívá ze suchého okvětí. Nažka (semeno) může být v dolní polovině vroubkovaná nebo nestejně zubatá. Rostlina se rozmnožuje výhradně semeny, která ve vlhké a teplé půdě obvykle vyklíčí za pět dnů.

## Význam
Pohanka tatarská se pěstuje hlavně v chladných, vysoko položených místech, kde nahrazuje obiloviny. Ve svých semenech obsahuje asi stonásobně více rutinu než pohanka obecná, mouka z nich je tmavá a obsahuje rutinu 1 až 3 % hmotnostního obsahu. Mouka obsahuje mimo rutinu ještě hořký flavonoid kvercetin, které společně omezují její používání v potravinářských výrobcích, tato mouka se před použitím často mísí s jinými druhy. Syrové listy, obsahující také rutin, se v malém množství přidávají do zeleninových salátů, jinak se před konzumací vaří. Ze semen se připravují různé kaše, součástí stravy bývají i naklíčená semena a lisuje se z nich jedlý olej. Mouka ze semen neobsahuje lepek, je vhodná pro nemocné celiakií.
Roste, v závislosti na kultivaru a místních podmínkách, do zralostí semen přibližně 60 až 110 dnů. Běžný výnos semen na hektar je 900 až 2250 kg a maximální 4500 kg. Na pole se vysévá od poloviny jara do poloviny léta, při dřívějším výsevu je rostlina pěstována na semeno nebo pro konzumaci listů, při pozdějším výsevu bude využitá pro sklizeň listů a na zelené hnojení.
Semena i listy slouží i jako krmivo pro drůbež a dobytek. Listy i semena obsahují fagopyrin, rostlinný toxin schopný vyvolat fotosenzitivitu, při které málo pigmentovaná kůže dobytku krmeného pohankou nadměrně reaguje na sluneční záření, na málo ochlupených místech vzniká otok, zarudnutí až nekróza.